# San Giovanni in Conca

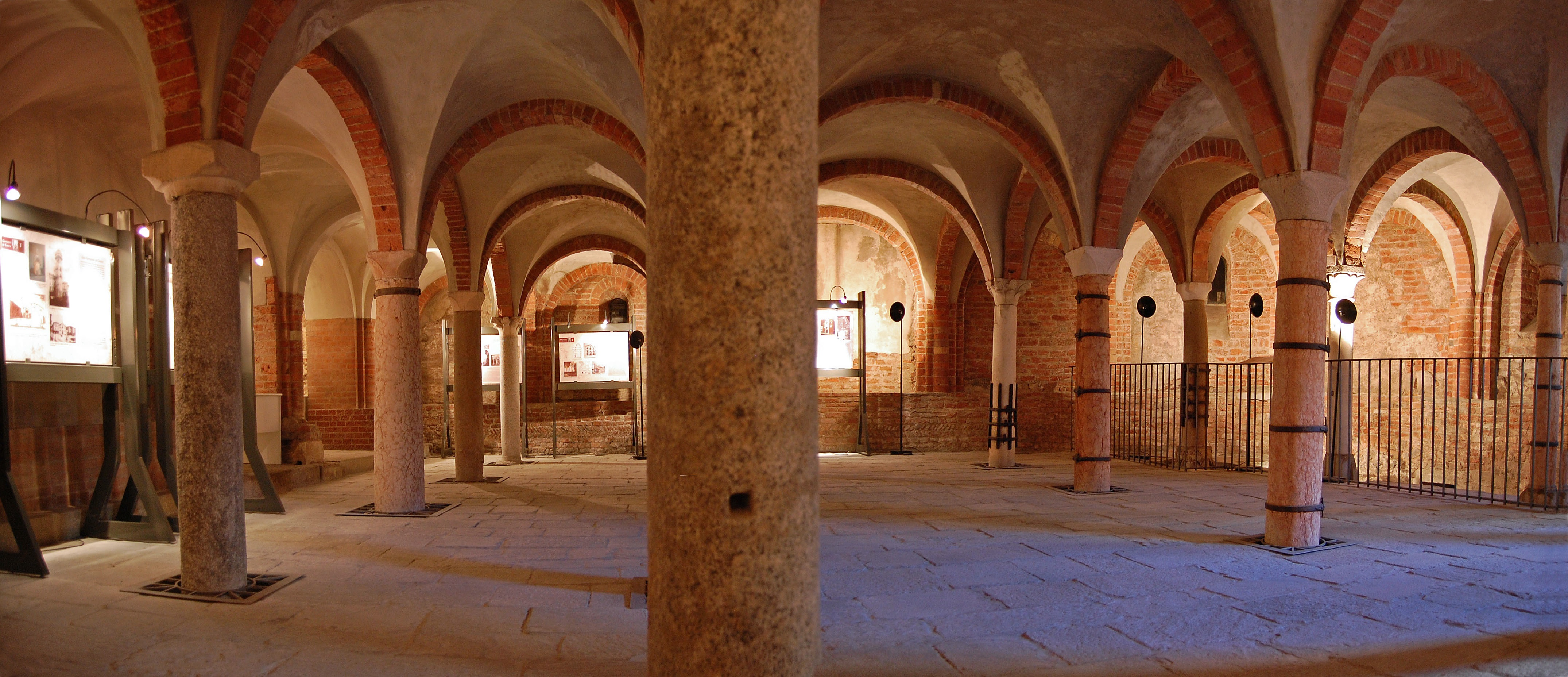
San Giovanni in Conca

A San Giovanni in Conca  (Piazza Missori) egy milánói templom maradványa.

## Története
Az egykori, 4. században épült templomból mára csak a kripta valamint az apszis egyes részei maradtak fenn.  Az eredeti templom egy római városnegyedben épült fel. A 11. században átépítették, kibővítették. 1162-ben I. Frigyes német-római császár seregei elpusztították. A 13. században a Viscontiak a hercegi palotához csatolták és hercegi kápolnaként működött. 1531-ben Francesco Sforza herceg a karmelitáknak adományozta, akik megépítették a harangtornyot. Ezt a 19. századig csillagvizsgálónak használták.  A francia uralom alatt, a 19. század elején bezárták és raktárnak használták. 1949-ben bontották le a Via Albriccit a Piazza Missorival összekötő út megépítésekor. A teljes lebontást azonban megakadályozták a műemlékvédők, így a román stílusú kripta ma is látható. Az egykori templom szobrait és egyéb kincseit a Történelmi Múzeumban őrzik.